# ديفيد كوبر
ديفيد كوبر (18 فبراير 1972 في نيوزيلندا - ) (بالإنجليزية: David Cooper)‏ هو لاعب كريكت نيوزلندي.

## وصلات خارجية
- ديفيد كوبر على موقع إي آس بي آن كريك إنفو (الإنجليزية)